# Rütger de Teyler
Rütger de Teyler auch de Teijller (* 1652 in Holland; † 10. Januar 1712 in Angerburg) war preußischer Generalmajor.

## Leben
Teyler stammte aus den Niederlanden, wo seine Vorfahren aus England eingewandert sein sollen. Am 25. März 1676 stand er als Kapitän in niederländischen Diensten. Er kaufte 1678 Samsdorf, dann Friedrichswalde bei Königsberg in Preußen. 1688 trat als Oberstleutnant in das Regiment „Dohna“ der preußischen Armee ein. Seit dem 24. Juli 1692 war er Kommandeur des Bataillons Graf Truchsess in Königsberg und nahm bis 1697 in dieser Funktion am Krieg gegen Frankreich teil. Teyler avancierte am 1. März 1695 zum Oberst und am 11. Januar 1705 zum Generalmajor. Seine Kompanie, die später zum Infanterie-Regiment Jung-Schwerin aufgewertet wurde, trug er mit königlicher Erlaubnis vom 1. Februar 1707 einem seiner Söhne auf, der bisher bei den kurkölnischen Dragonern stand.
Aus seiner Ehe mit Sibylla von Eppingen gingen mehrere Kinder, eine Tochter und drei Söhne, hervor. Einer der Söhne wurde Oberst und besaß das Gut Sporwienen, ein zweiter war Hauptmann und besaß das Gut Rosenstein bei Angerburg.